# Fascinación por la muerte

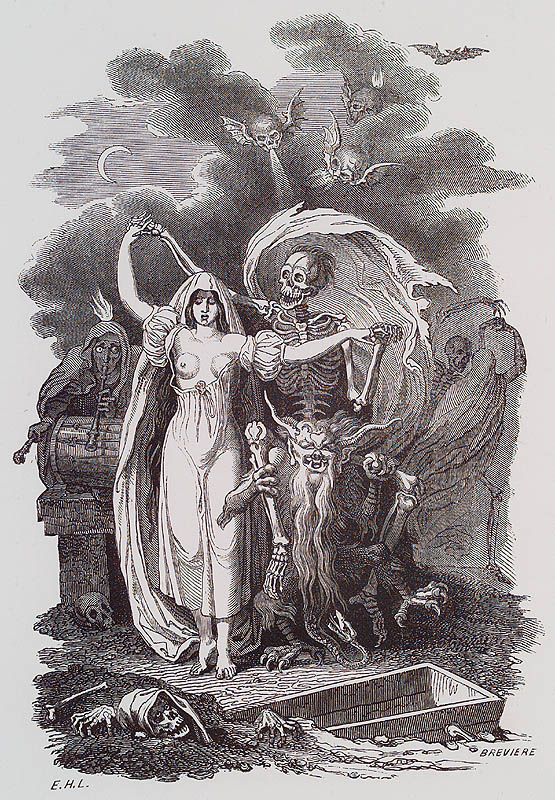
La muerte seduciendo a una joven.

La fascinación por la muerte ha ocurrido a través de la historia de la humanidad, caracterizada desde por obsesiones con la muerte hasta con todo aquello relacionado con la vida después de la muerte.
En tiempos pasados, la sociedad creaba cultos alrededor de la muerte y su figuración. Anubis, Osiris, Hades y la Santa Muerte tienen todas ellas una gran cantidad de seguidores. A la Santa Muerte o la personificación de la muerte se le rinde culto a día de hoy en México y en los países de América Central (por influencia mexicana). El Día de Muertos, 2 de noviembre, es la celebración de la muerte.
Los antiguos egipcios son los más famosos por su fascinación por la muerte mediante la momificación de sus muertos y la construcción de tumbas exquisitas para ellos, como las Necrópolis de Guiza. Muchas de sus deidades estaban relacionadas con la muerte, como Ammyt, el devorador de almas, Anubis, guardián de necrópolis, venenos, hierbas y medicinas y Osiris, soberano rey de los muertos.
El Inframundo griego estaba dirigido por el dios Hades y tenía cinco ríos que fluían por él. Estos ríos eran Acheron, el río de la tristeza, Cocito, el río del lamento, Lete, río del olvido, Flegetonte, río del fuego y Estigia, río del odio. El inframundo tenía encargados, que, si bien no ejercían de gobernantes, sí eran dioses y seres importantes. Las Erinias, personificaciones femeninas de la venganza, perseguían a las personas culpables de ciertos crímenes. Las Keres eran espíritus femeninos de la muerte y la destrucción, mientras que Perséfone era la diosa del inframundo y esposa de Hades. De Tanatos, dios de la muerte, se decía que vestía ropajes oscuros.
Los Vikingos creían que si un guerrero moría en una batalla era llevado al inframundo nórdico, el Valhalla, en el que los guerreros se preparaban para el Ragnarök, la batalla en el final del mundo, y se erigían estelas rúnicas para honrar a guerreros bravos. Morir durmiendo era considerado un deshonor.

## Cultura occidental
En la primera parte del siglo XX, era común traer espiritistas a reuniones y fiestas. Una sesión era un evento donde un grupo de personas (3 o más) intentaban comunicarse con los muertos a través de una persona del grupo, conocida como médium o clarividente.
La fascinación con la muerte en la cultura occidental puede observarse en las películas de hadas de Walt Disney; de pequeño, después de ser responsable de la muerte de un búho en la granja de su familia cuando tenía 7 años, fue perseguido por la experiencia y otras influencias de la muerte en su vida, llevando a una fuerte correlación con la muerte en las historias de sus hijos.
A día de hoy existe un sinnúmero de autores que utilizan la fascinación de las personas con la muerte. En inglés existe la expresión "If it bleeds, it leads", -si sangra, lidera-, en referencia a que la mayor parte del material que se utiliza en los medios de comunicación, se basa en la muerte. Ejemplo de ello es que una muerte y un crimen siempre son cabeza de noticia.